# 4 Times Square
El Condé Nast Building, oficialmente 4 Times Square, es un rascacielos moderno localizado en Times Square en Midtown Manhattan. Localizado en Broadway entre la Calle 42 y la Calle 43, la estructura fue terminada en 2000 como parte de un gran proyecto para mejorar la Calle 42. El edificio tiene 48 pisos y 247 metros de altura. El tamaño de la torre preocupó a las autoridades por el impacto que tendría en el Times Square. Los arrendatarios de revistas más importantes son Condé Nast Publications y Skadden, Arps, Slate, Meagher & Flom, la firma de abogados más rica de los Estados Unidos. Los arrendatarios comerciales más importantes son ESPN Zone y Duane Reade.
4 Times Square es propiedad de The Durst Organization. Los arquitectos fueron Fox & Fowle que también diseñaron el Reuters Building como parte de otro gran proyecto. 
El MarketSite de NASDAQ está localizado en la esquina noroeste del edificio. Es una torre cilíndrica de 7 pisos con pantallas electrónicas, dando las cotizaciones del día, noticias financieras y anuncios. La parte de abajo del MarketSite contiene un estudio de televisión con una pared de monitores y una ventana en arco con vista hacia el Times Square. Incluyendo la antena, su altura es de 340,7 metros, convirtiéndolo en la novena estructura más alta de la ciudad de Nueva York, detrás del One World Trade Center, Central Park Tower, Empire State Building, 111 West 57th Street, One Vanderbilt, 432 Park Avenue, 30 Hudson Yards y el Bank of America Tower.